# Liste des espèces d'amphibiens inscrites à l'Annexe I de la CITES
La liste suivante recense les espèces menacées d'amphibiens inscrites à l'Annexe I de la CITES.
Sauf mention contraire, l'inscription à l'Annexe d'une espèce inclut l'ensemble de ses sous-espèces et de ses populations.

## Liste[1]
- Famille des Bufonidae :
  - Altiphrynoides spp.
  - Amietophrynus channingi
  - Amietophrynus superciliaris
  - Atelopus zeteki
  - Incilius periglenes
  - Nectophrynoides spp.
  - Nimbaphrynoides spp.

- Famille des Telmatobiidae :
  - Telmatobius culeus

- Famille des Cryptobranchidae :
  - Andrias spp.

- Famille des Salamandridae :
  - Neurergus kaiseris